# James Shields (baseball)
Pour les articles homonymes, voir Shields.
Pour l'homme politique américain, voir James Shields.
James Anthony Shields (né le 20 décembre 1981 à Newhall, Californie, États-Unis) est un ancien lanceur droitier de la Ligue majeure de baseball.

## Carrière

### Rays de Tampa Bay
Après des études secondaires à la Hart High School de Newhall (Californie), James Shields est drafté le 5 juin 2000 par les Devil Rays de Tampa Bay au seizième tour de sélection. Il paraphe son premier contrat professionnel le 17 août 2000.

#### Saison 2006
Shields passe cinq saisons en Ligues mineures avant d'effectuer ses débuts en Ligue majeure le 31 mai 2006. Après un premier match sans décision, il enchaine quatre victoires consécutives devenant le premier lanceur des Devil Rays à entamer sa carrière avec un bilan de quatre victoires pour aucune défaite[réf. nécessaire]. La suite de sa première saison au plus haut niveau est plus délicate avec finalement six victoires pour huit défaites.

#### Saison 2007
En 2007, il commence 33 parties et lance 215 manches pour Tampa Bay. Sa moyenne de points mérités est de 3,85 avec 12 victoires et 8 défaites.

#### Saison 2008
En 2008, Shields participe activement à la belle saison des Rays qui s'achève en Série mondiale. Il remporte 14 victoires contre 8 défaites en saison régulière et maintient sa moyenne de points mérités à 3,56 en 215 manches au monticule. Il réussit trois matchs complets et mène la Ligue américaine avec deux blanchissages.
Il est le seul lanceur des Rays a enregistrer une victoire à l'occasion de la Série mondiale 2008 perdue face aux Phillies de Philadelphie.

#### Saison 2009
En 2009, il remporte 11 parties contre 12 défaites en 33 départs avec une moyenne de points mérités de 4,14 en 219 manches et deux tiers au monticule.

#### Saison 2010

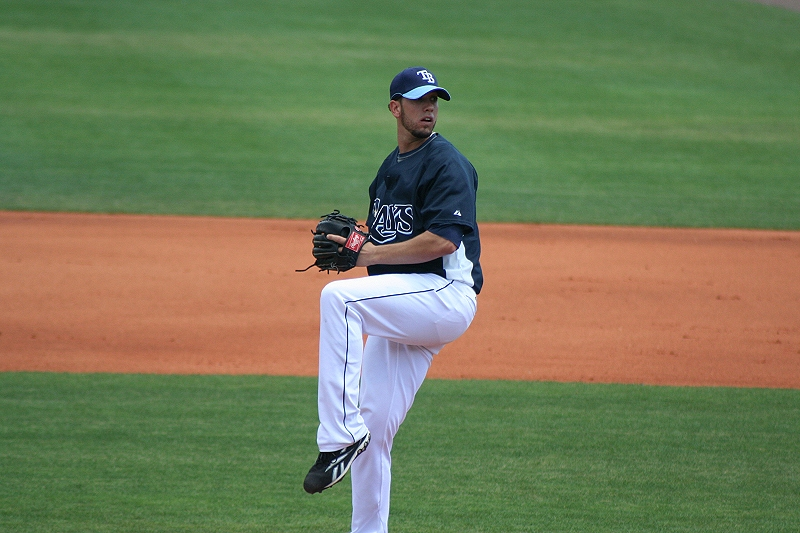
James Shields au monticule.

En 2010, le dossier victoires-défaites de Shields (13-15) est négatif une fois de plus. Sa moyenne de points mérités est élevée à 5,18. Il est le lanceur du baseball majeur qui accorde le plus de coups sûrs (246) et de points mérités (117), une statistique entre autres attribuable à son grand nombre de manches lancées (203,1). Il est aussi le lanceur de la Ligue américaine qui accorde le plus de coups de circuit à l'adversaire, soit 34.
Il est choisi pour commencer le deuxième match des Rays en séries éliminatoires. Il est sorti du match en cinquième manche après avoir alloué quatre points aux Rangers du Texas, victorieux 6-0 dans cette partie de Série de divisions. Shields encaisse la défaite.

#### Saison 2011
La saison 2011 de Shields est à l'opposé de sa difficile année 2010. Il commence 33 parties comme lanceur partant et gagne 16 matchs, contre 12 perdus. Sa moyenne de points mérités de 2,82 est la troisième meilleure de la Ligue américaine après celles de Justin Verlander et Jered Weaver. Quatrième de l'Américaine pour les victoires, il entre aussi dans le top 10 pour le plus faible nombre de coups sûrs donnés à l'adversaire par tranche de 9 manches lancées. Avec 225 retraits sur des prises, il se classe troisième de l'Américaine derrière Verlander et CC Sabathia et cinquième de tout le baseball. Dans les majeures, seul Cliff Lee des Phillies de Philadelphie réussit plus de blanchissages (6) pendant que Shields mène la Ligue américaine avec Derek Holland des Rangers du Texas, ces deux lanceurs réussissant quatre jeux blancs chacun. Mais la statistique la plus impressionnante de James Shields en 2011 est probablement son total élevé de matchs complets. Il termine 11 parties des Rays, un sommet incontesté dans le baseball majeur qui laisse loin derrière celui qui est deuxième à ce chapitre dans l'Américaine, Felix Hernandez des Mariners de Seattle (5 matchs complets). Aucun lanceur des majeures n'avait réussi autant de matchs complets en une saison depuis les 12 de Randy Johnson avec Arizona en 1999 et personne n'en avait eu autant en Ligue américaine depuis les 11 de Scott Erickson des Orioles de Baltimore en 1998.
Le 1er octobre, Shields est le lanceur partant des Rays dans le second match de Série de divisions entre Tampa Bay et, une fois de plus, Texas. Les Rangers lui donnent du fil à retordre et marquent sept points contre lui en cinq manches, lui infligeant la défaite.
Honoré à la mi-saison d'une première invitation au match des étoiles, James Shields est l'un des meilleurs candidats à l'automne 2011 pour le trophée Cy Young du meilleur lanceur de l'Américaine mais la saison exceptionnelle de Justin Verlander des Tigers de Détroit assure à ce dernier d'être un choix unanime, reléguant Shields au 3e rang du vote. Le droitier des Rays reçoit même quelques votes au titre de joueur par excellence de la Ligue américaine, un prix qui lui aussi est décerné à Verlander.

#### Saison 2012
À son dernier départ de la saison 2012 le 2 octobre, Shields établit un record d'équipe avec 15 retraits sur des prises en un match, battant l'ancienne marque de 14 réalisée en 2011 par son coéquipier David Price. Malgré un match complet et un seul point et deux coups sûrs accordés, Shields encaisse cependant la défaite dans le revers de 1-0 des Rays contre les Orioles de Baltimore. Il complète l'année avec 15 gains, 10 revers et une moyenne de points mérités de 3,52 en 227 manches et deux tiers lancées. Il réussit trois matchs complets dont deux jeux blancs et enregistre 223 retraits sur des prises, le troisième plus haut total de la Ligue américaine.

### Royals de Kansas City
Le 9 décembre 2012, les Rays échangent James Shields, le lanceur droitier Wade Davis et l'arrêt-court Elliot Johnson, aux Royals de Kansas City contre quatre joueurs d'avenir : le voltigeur Wil Myers, le lanceur droitier Jake Odorizzi, le lanceur gaucher Mike Montgomery et le joueur de troisième but Patrick Leonard.

#### Saison 2013
Shields est le second lanceur des Royals (derrière Jeremy Guthrie) le plus victorieux avec 13 victoires contre 9 défaites en 2013, premier avec 228,2 manches lancées, premier avec 196 retraits sur des prises, premier avec 34 départs, et premier chez les partants avec une moyenne de points mérités de 3,15. Il mène les majeures pour le nombre de départs et la Ligue américaine pour les manches lancées.

#### Saison 2014
En 2014, à sa dernière année de contrat avec les Royals, Shields et Wade Davis justifient les raisons qui avaient amené le club à se départir de Wil Myers pour leur service en 2012, alors qu'ils contribuent à amener Kansas City en séries éliminatoires pour la première fois en 29 ans. Le partant aligne une 8e saison d'au moins 200 manches lancées, œuvrant 227 manches en 34 départs. Il est pour une 2e année de suite le lanceur qui commence le plus de matchs dans les majeures. Shields remporte 14 victoires contre 8 défaites, réussit 180 retraits sur des prises, affiche une moyenne de points mérités de 3,21 et est choisi pour lancer le premier match éliminatoire des Royals depuis 1985 lorsqu'on lui confie la balle pour le match de meilleur deuxième de la Ligue américaine face aux A's d'Oakland. Il remporte le titre de la Ligue américaine avec Kansas City mais ses performances sont décevantes en éliminatoires : moyenne de points mérités de 6,12 en 25 manches lancées avec une victoire et deux défaites, incluant deux matchs perdus et 7 points accordés en 9 manches en Série mondiale 2014.
Saison 2016 il passe aux white sox de chicago

### Padres de San Diego
Le 11 février 2015, James Shields rejoint pour 4 ans les Padres de San Diego. Le contrat de 4 ans, dont la valeur se situe entre 72 et 76 millions de dollars au total, est le plus lucratif accordé par la franchise, dépassant les 52 millions pour 3 ans octroyés à Jake Peavy en 2007.
En 2015, Shields et son coéquipier Tyson Ross forment le premier duo de lanceurs en 47 ans d'histoire des Padres à en compter au moins 200 en une année.

## Statistiques
| Saison | Équipe    | G   | GS  | CG | SHO | V  | D  | SV | IP    | SO  | ERA  |
| ------ | --------- | --- | --- | -- | --- | -- | -- | -- | ----- | --- | ---- |
| 2006   | Tampa Bay | 21  | 21  | 1  | 0   | 6  | 8  | 0  | 124.2 | 104 | 4,84 |
| 2007   | Tampa Bay | 31  | 31  | 1  | 0   | 12 | 8  | 0  | 215.0 | 184 | 3,85 |
| 2008   | Tampa Bay | 33  | 33  | 3  | 2   | 14 | 8  | 0  | 215.0 | 160 | 3,56 |
| 2009   | Tampa Bay | 33  | 33  | 0  | 0   | 11 | 12 | 0  | 219.2 | 167 | 4,14 |
| 2010   | Tampa Bay | 34  | 33  | 0  | 0   | 13 | 15 | 0  | 203.1 | 187 | 5,18 |
| Totaux | Totaux    | 152 | 151 | 5  | 2   | 56 | 51 | 0  | 977.2 | 802 | 4,25 |

| Saison | Équipe    | G | GS | CG | SHO | V | D | SV | IP   | SO | ERA  |
| ------ | --------- | - | -- | -- | --- | - | - | -- | ---- | -- | ---- |
| 2008   | Tampa Bay | 4 | 4  | 0  | 0   | 2 | 2 | 0  | 25.0 | 17 | 2,88 |
| 2010   | Tampa Bay | 1 | 1  | 0  | 0   | 0 | 1 | 0  | 5.2  | 2  | 8,31 |
| Totaux | Totaux    | 5 | 5  | 0  | 0   | 2 | 3 | 0  | 29.1 | 19 | 3,68 |

Note : G = Matches joués ; GS = Matches comme lanceur partant ; CG = Matches complets ; SHO = Blanchissages ; 
V = Victoires ; D = Défaites ; SV = Sauvetages ; IP = Manches lancées ; SO = Retraits sur des prises ; ERA = Moyenne de points mérités.